# Per farla finita col giudizio di Dio
Per farla finita col giudizio di dio (in francese Pour en finir avec le jugement de dieu) è un'opera radiofonica del poeta francese Antonin Artaud, registrata negli studi della radio francese tra il 22 e il 29 novembre 1947.
Questa opera venne censurata alla vigilia della prima messa in onda, prevista per il 2 febbraio 1948, da parte della Radiodiffusion française. Il testo avrebbe dovuto essere letto da Maria Casarès, Roger Blin, Paule Thévenin e l'autore, con un accompagnamento sonoro costituito da un grido, rulli di tamburo e xilofono, registrati sempre dall'autore.
La censura dell'opera ha scatenato diverse reazioni e indignazioni, tra cui quelle dello scrittore Maurice Nadeau. Una successiva messa in onda venne proposta per un pubblico ristretto composto da giornalisti, artisti e scrittori. Nell'aprile del 1948 il testo è stato oggetto di una pubblicazione postuma, venendo in seguito inclusa nelle Opere complete (Œuvres Complètes) dell'autore e infine nelle Poésie di Evelyne Grossman.
All'interno dell'opera è stato introdotto il concetto del corpo senza organi, ricorrente nel pensiero filosofico di Gilles Deleuze e Félix Guattari.